# Halle 54

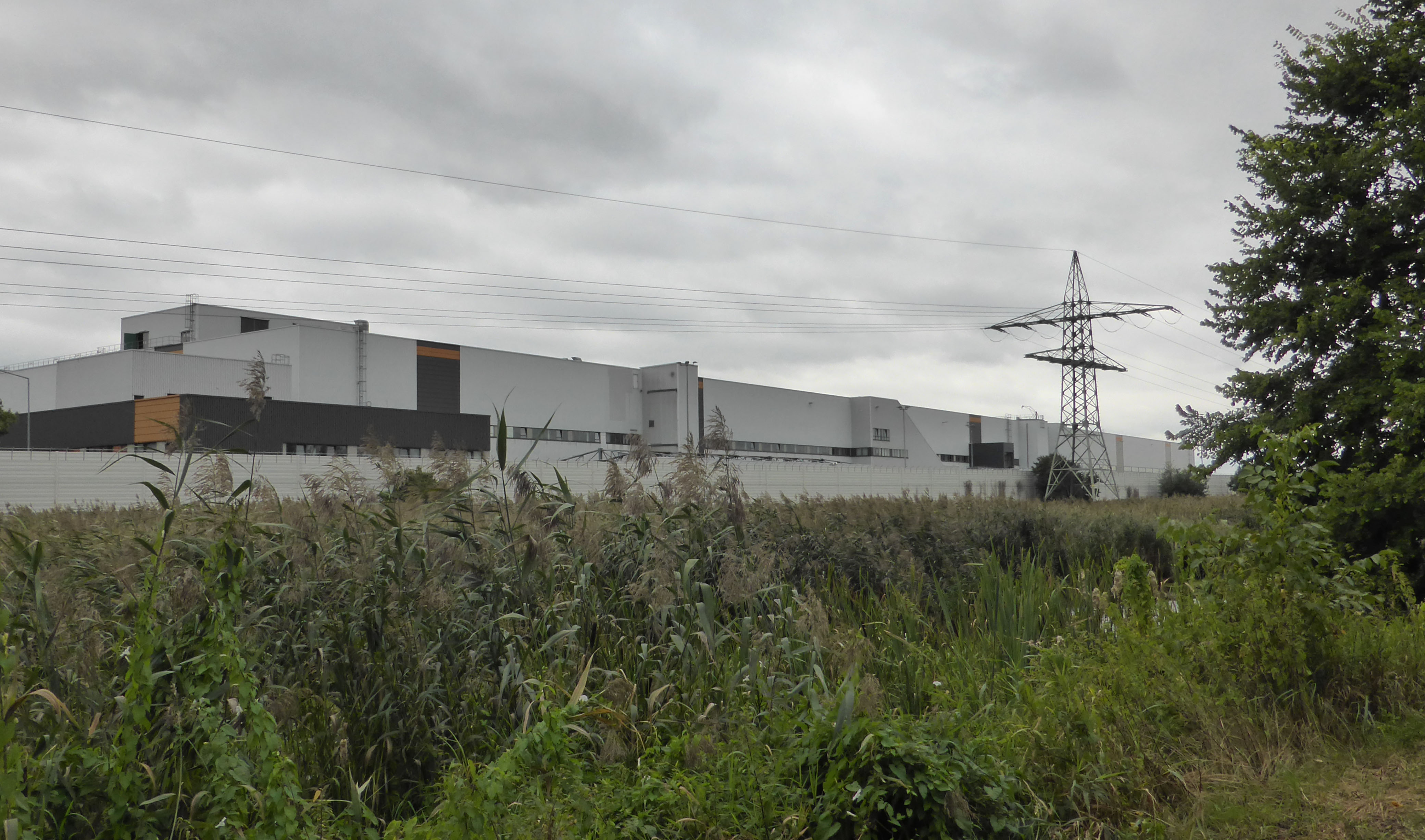
Halle 54

Die Halle 54 ist eine Produktionshalle der Volkswagen AG im Volkswagenwerk Wolfsburg, die auf maximale Automatisierung ausgelegt im Sommer 1982 in Betrieb genommen wurde.
Mit Einführung des VW Golf II (und Jetta II) wurden neue Fertigungsmethoden (z. B. der Einsatz von Industrierobotern) eingeführt. So war die Halle 54 nach neuesten CIM-Gesichtspunkten (Computer-integrated manufacturing) ausgerichtet, wodurch etwa ein Viertel der Endmontage automatisiert erfolgen konnte. Später wurde das Prinzip jedoch in vielen Punkten wieder verlassen, da sich zeigte, dass eine auf bedingungslose Automatisierung ausgerichtete Produktion (Schlagwort „menschenleere Halle“) nicht funktionierte. Unter anderem machten der Instandhaltungsaufwand, Ausfallzeiten und Motivationsprobleme der verbliebenen Mitarbeiter die Einsparungen durch weniger Personal zunichte. Der massive Investitionsaufwand in eine letztlich zu unflexible Fertigungsanlage erschien betriebswirtschaftlich nicht gerechtfertigt.

## Zielsetzungen

### Verbesserte Produktivität
Anfang der 1980er Jahre wurden die meisten Roboter in der westdeutschen Automobilindustrie für Schweißarbeiten eingesetzt. Weitere Arbeitsschritte, die typischerweise auch von Robotern getätigt werden konnten, waren Lackieren, Pressen oder der Rohbau. Die Automobilfertigung im Sinne einer Endmontage wurde dagegen überwiegend von Hand geleistet. Die Automatisierung dieses Produktionsschrittes lag durchaus im Interesse der Industrie, da er sich durch verschiedene Probleme und in der Folge hohe Kosten auszeichnete: verminderte Effektivität durch unterschiedliche Geschwindigkeit von Teilprozessen, fehlende Flexibilität in der Einsetzbarkeit der Arbeitskräfte, Qualitätsmängel, hohe Personalfluktuation und Krankenstände, fehlende Motivation der Mitarbeiter. Bis zu 20 Prozent der Arbeitskräfte in der Endmontage in der westdeutschen Automobilindustrie waren in der Qualitätskontrolle und Fehlerbeseitigung eingesetzt – ein höherer Anteil als in allen anderen Teilen der Produktion. Der Mensch galt als Störfaktor und Fehlerquelle, weshalb er aus dem unmittelbaren Fertigungsprozess herausgenommen werden sollte.
Vom Computer-integrated manufacturing (CIM) und einer flexiblen Automatisierung versprach man sich von Seiten der Unternehmensberatung vor allem eine Senkung der Lohnkosten. Es gab allerdings auch warnende Stimmen (insbesondere aus dem Bereich des Ingenieurwesens), die auf mögliche Probleme in Bezug auf Störanfälligkeit und mangelnde Auslastung aufmerksam machten.

### Verbesserte Arbeitsbedingungen
Die Arbeit am Fließband galt als eintönig und wenig herausfordernd, aber auch als anstrengend (zum Beispiel durch schwere Teile oder Überkopfarbeiten) oder gar als gesundheitsschädigend. Durch das erhöhte Maß an Automatisierung sollte der einfache Fließbandarbeiter durch den „Fertigungsfacharbeiter“ ersetzt werden, der die Aufgabe hatte, die Maschinen zu überwachen und den Fertigungsprozess aufrechtzuerhalten.

## Einführung

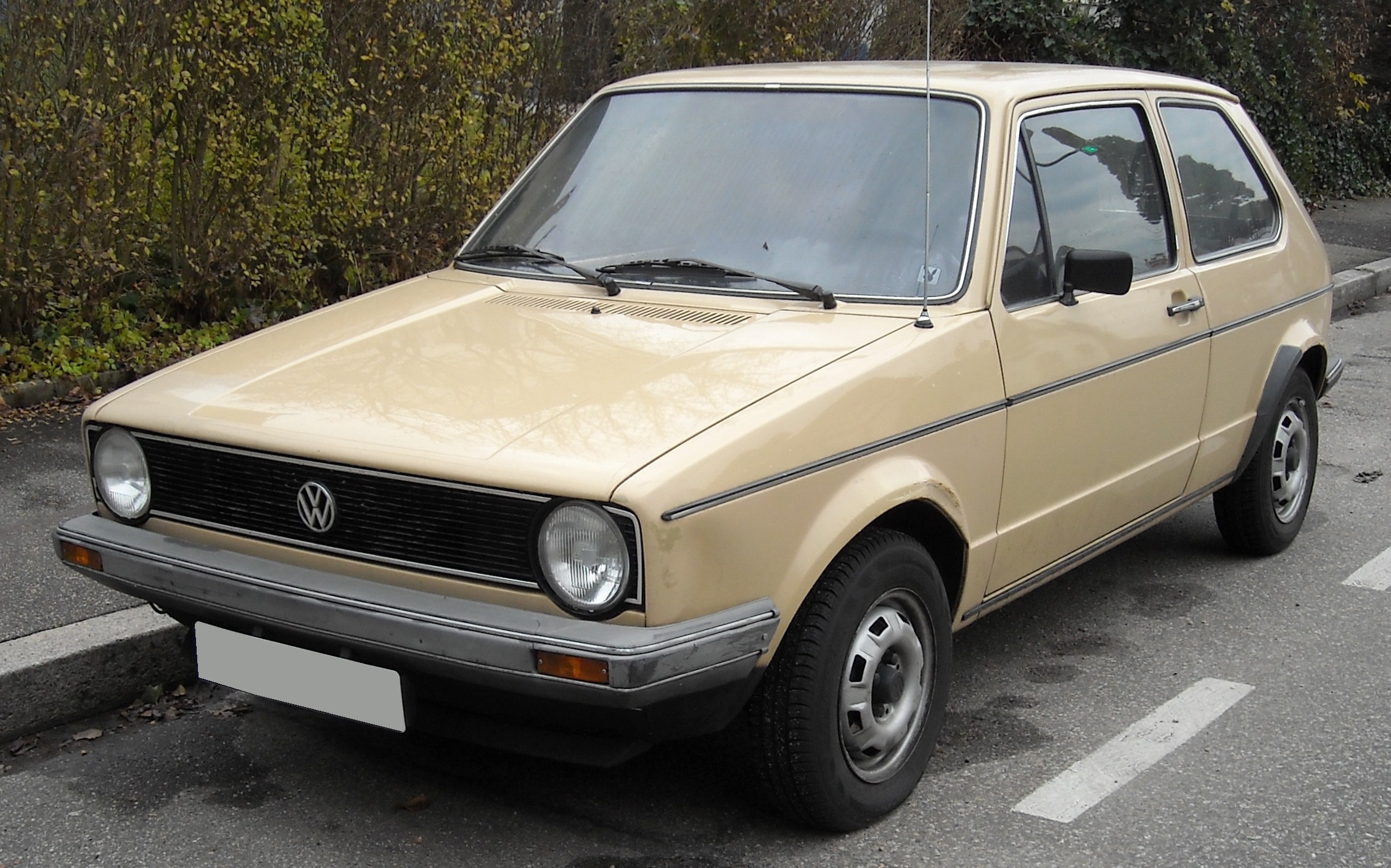
Golf I

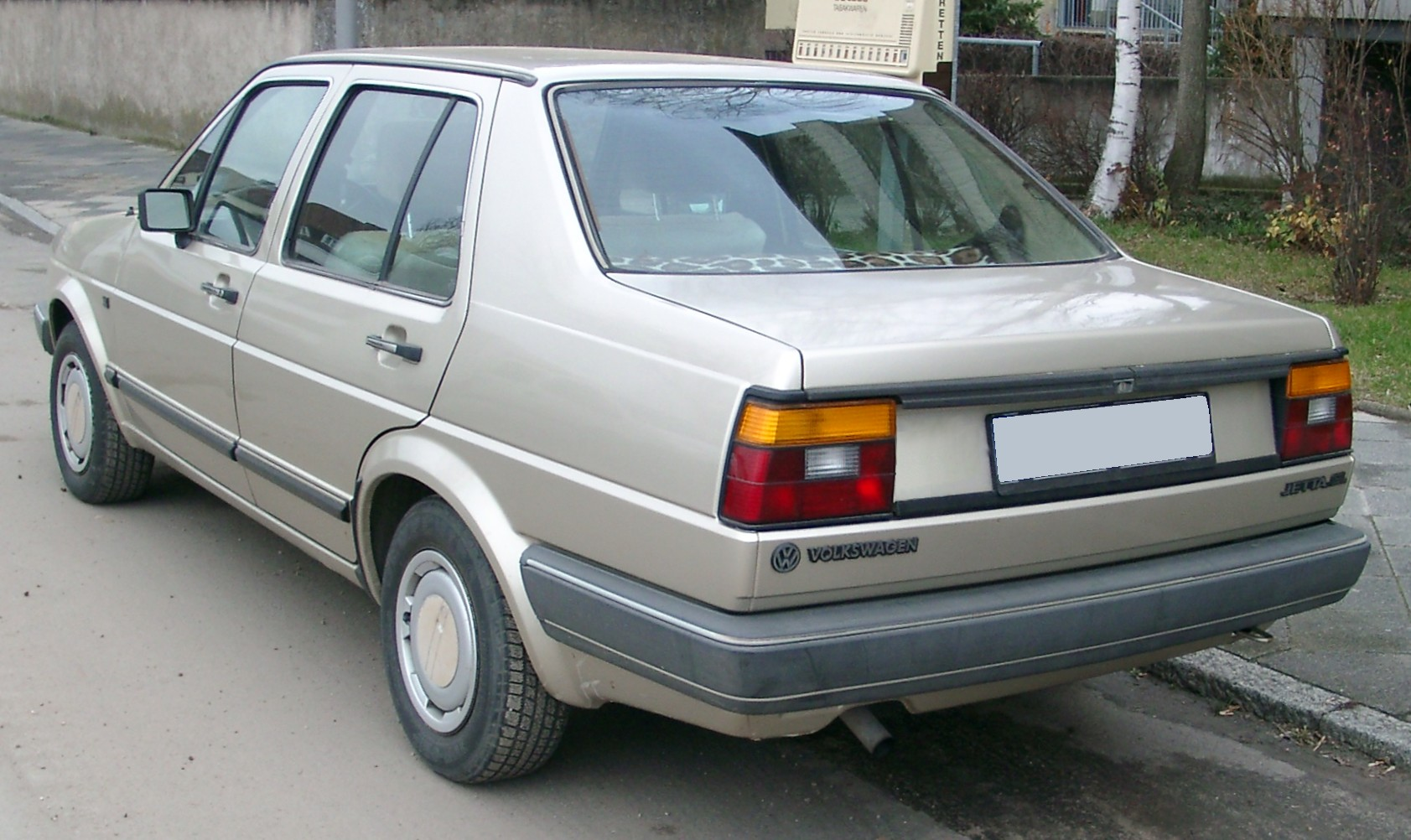
Jetta II

Am 26. Juli 1982 begann in der Halle 54 die Serienproduktion des Golf. Erstes Fahrzeug war ein 2-türiger Golf I in Gambiarot.
Am 18. Mai 1983 wurde in der Halle 54 der erste Golf II serienmäßig produziert.

### Produktionsdesign
Der Golf II wurde bereits in seiner Entwicklung auf eine automatisierte Endmontage ausgerichtet. Hierzu mussten in allen Produktionsschritten und bei allen Zulieferern besonders geringe Toleranzen eingehalten werden. So musste zum Beispiel das Fahrgestell völlig frei von Spannungen sein. Alle Verschraubungen stellten eine besondere Herausforderung dar, da bei der Endmontage eines Golf II oder Jetta II mehr als 300 Schraubverbindungen hergestellt werden mussten und jede Fehlverschraubung durch eine fehlerhafte Schraube oder fehlerhaftes Ansetzen der Schraube zu einem Stillstand des Montageprozesses führte, der nur von der Hand eines Menschen wieder in Gang gebracht werden konnte. Die Fehlverschraubung als solche sollte aber vom Montagesystem selbst erkannt werden. Die Schrauben mussten für die Zuführung und Montage geeignet neu konstruiert werden.
Die Hauptanstrengungen der Automatisierung lagen am Hauptfließband, an dem die Räder, Batterien, Kraftstoff- und Bremsleitungen, Auspuffanlage und die Antriebsgruppe montiert wurden. Diesem Hauptfließband standen insgesamt 14 Vormontage-Areale zur Seite, in denen Module und Baugruppen vormontiert wurden. Der Produktionsprozess wurde so gestaltet, dass das Fahrzeug an seiner Vorderseite offenblieb, bis die Front- und Antriebsgruppe bestehend aus Teilrahmen, Motor, Getriebe, und Vorderachse gemeinsam (en bloc) eingebracht und verschraubt wurde.
Die Zahl der Montagearbeiter in der Halle 54 sank durch Einführung des CIM um etwa 1000 von 5000 auf 4000. Obwohl oft unter dem Schlagwort der „menschenleeren Halle“ geführt, war die Halle 54 keineswegs menschenleer. Ein Teil der Belegschaft bei VW wurde im Sinne von Anlagenführung und Instandhaltung aus- und weitergebildet. Ein anderer Teil aber wurde zu Einlege- und Fütterungsarbeiten „abqualifiziert“. Insgesamt investierte Volkswagen etwa 2,1 Milliarden Deutsche Mark in die Produktionsstätte.

### Zeitgenössische Einschätzung
Die Halle 54 galt seinerzeit als der bis dahin größte Schritt auf dem Weg zu einer automatisierten Fertigung. Der Grad an Automatisierung in der Endmontage wurde von 5 auf 25 Prozent gesteigert, eine weitere Steigerung auf 33 Prozent wäre nach Angaben des Konzerns möglich gewesen, wurde aber letztlich nie erreicht.
In Europa erreichte erst FIAT Ende der 1980er Jahre in seinem Werk nahe Cassino mit (zumindest geplanten) 40 Prozent einen höheren Automatisierungsgrad. Aufgrund ausgeprägter technischer Probleme wurde auch hier dieser Grad nie erreicht. Auch Opel versuchte mit seiner Produktionsanlage K 130 (Opel Omega) Volkswagen zu übertreffen.
In der Berichterstattung lief die Halle 54 unter Schlagworten wie „Geisterschichten“, „menschenleere Halle“ oder „menschenleere Fabrik“.
Die Beschäftigten der Zeit erlebten den allgemeinen Trend zur Automatisierung und den vermehrten Einsatz von Technik in der Produktion als Bedrohung der Arbeitsplätze. Gewerkschaften und Betriebsräte versuchten durch betriebliche Vereinbarungen die Folgen für die Beschäftigten zu minimieren.

### Probleme

#### Krankenstand und Kommunikationsprobleme
Nach Einführung der CIM-Fertigung stieg der Krankenstand unter den Beschäftigten zunächst erheblich an. Piwinger und Zerfaß führen dies auf eine mangelhafte innerbetriebliche Kommunikation zurück, da „die Beschäftigten die Irritation im Umgang mit den ihnen angebotenen Informationen über Lagerhaltung und Halbzeugfertigung im Zuge der Inselfertigung nicht bewältigen konnten, sie die Informationen also nicht mehr als gültig aufnahmen, sondern glaubten, immer wieder kontrollieren zu müssen, ob diese Informationen auch stimmen und nicht in strategischer Absicht lanciert wurden.“ Die Einführung von Gesprächskreisen und transparenten Wänden zwischen den Fertigungsabschnitten konnte schließlich die Kommunikationsprobleme überwinden helfen.
Kropik berichtet über verminderte Stückzahlen aufgrund der Komplexität der Anlage, was zu Spannungen zwischen den Fertigungsarbeitern und Problemen mit den Führungskräften führte. Während sich beispielsweise die Elektriker stark mit ihrem jeweiligen Teil der Anlage identifizierten, sank das Maß der Identifikation mit dem Fertigungsteam. Auf diese Gruppe wirkte sozialer Druck von Seiten der Arbeiter und hierarchischer Druck von Seiten der Meister. Die Gruppe der „Instandhalter“ war nur sehr eingeschränkt dazu in der Lage, auf Veränderungen im Arbeitsprozess abfedernd zu reagieren. Das Konzept der „bedingungslosen Automatisierung“ konnte sich letztlich nicht durchsetzen.

#### Fehlende Flexibilität
Die Produktionsanlage war trotz des Einsatzes von etwa 50 Robotern (nach anderen Angaben 40 oder 70 Roboter) und rund 250 programmierbaren Automaten relativ starr auf die Produktion von Golf II und Jetta II ausgerichtet. Das Risiko des hohen Investitionsvolumens für die Halle 54 ließ sich nur für das „Brot-und-Butter“-Modell Golf als Massenprodukt (2.700 Fahrzeuge täglich) mit relativ langer Produktionsdauer schultern. „Modernere“ Autoproduktion mit breiterer Angebotspalette und kürzerem Produktionszyklus wie beispielsweise bei japanischen Automobilherstellern wäre Anfang der 1980er Jahre nicht rentabel gewesen und wurde dort erst Anfang der 1990er Jahre in Angriff genommen.

#### Fehlende Fehler- und Störungstoleranz
Die montierten Teile waren zu oft nicht im Bereich der notwendigen Toleranzen, sodass die Anlage relativ häufig stillstand. Die Roboter konnten auf solche Probleme nicht flexibel reagieren oder Störungssituationen bewerten. Häufig wurde menschliches Eingreifen notwendig, um Störungen zu beseitigen. Störungen im Ablauf der Fertigung ließen sich aber durch die Fachkräfte, die auf die Instandhaltung der Anlage spezialisiert waren, kaum abfedern.
Gegen das Risiko des vollständigen Ausfalls der Anlage durch technische Probleme sicherte sich VW ab, indem es eine zweite Produktionsstraße mit herkömmlicher, manueller Fertigung betrieb.

## Nachwirkungen
Die Einschätzungen der Halle 54 beziehungsweise des zugrundeliegenden Konzepts der maximierten Automatisierung reichen von „legendär“, „revolutionär“ und „Prestigeobjekt“ bis zu „kläglich gescheitert“ und „evolutionäre Sackgasse“. Das Konzept erwies sich gar als „Dinosaurier einer technizistischen Verengung von Rationalisierung/Modernisierung, in der auch noch die Organisationen ‚als Technik‘ ausgelegt wurden.“
Ausgerechnet der Versuch, menschliche Arbeit zu eliminieren, zeigte die Bedeutung des Menschen in der Produktion besonders deutlich auf („Ironie der Automation“, Bainbridge 1987). Ungeplante Situationen im Produktionsprozess machten menschliches Handeln unverzichtbar. Erfahrungswissen und Wahrnehmung (sensuelles Wissen) wurden wieder höher bewertet.
In den 1990er Jahren setzten sich in der Automobilindustrie andere Prinzipien durch, die unter den Schlagworten „Schlanke Produktion“ (lean production) oder „Gruppenfertigung“ bekannt geworden sind. Die Automatisierung sollte nun zur Unterstützung der Menschen, nicht zu seiner Verdrängung eingesetzt werden.
Die Grenze der Automatisierbarkeit ergibt sich in der Künstliche-Intelligenz-Forschung und der zugehörigen philosophischen Debatte um das, was Computer nicht leisten können, aus den Grenzen der Algorithmisierbarkeit komplexen Alltagshandelns und unvorhergesehener Situationen. Beide Grenzen der Automatisierbarkeit und Algorithmisierbarkeit werden auch heute noch ständig verschoben.